# Posener Zeitung
Posener Zeitung – poznański dziennik niemieckojęzyczny ukazujący się w latach 1848–1918.
Pismo wydzieliło się w 1848 z ukazującej się od 1805 Zeitung des Grossherzogtum Posen i początkowo nie miało charakteru antypolskiego, przede wszystkim za sprawą redaktora naczelnego, Georga Wagnera. Z uwagi na naciski polityczne ze strony nadprezydenta Roberta von Puttkamera, który uważał, że pismo winno bronić interesów niemieckich, Wagner został usunięty (redagował potem Posener Neueste Nachrichten) i od tego momentu gazeta przybrała charakter antypolski. Publikowano m.in. mające stworzyć wrażenie zagrożenia donosy na rzekome knowania Polaków przeciwko Prusom i lokalnie zamieszkałym Niemcom. Propaganda antypolska była na tyle ordynarna, że minister spraw wewnętrznych Ferdinand von Westphalen, uznał ją za zbędną, podsycającą nienawiść narodowościową i prowokującą napięcia w sytuacji, gdy Polacy zachowują się spokojnie.
Egzemplarz gazety z 7 sierpnia 1911 umieszczono w miedzianej kasecie z aktem erekcyjnym budowy mostu św. Rocha zamurowanej u podstawy filara budowanego obiektu.
Tytuł wspomniany jest w powieści Zgubna trucizna Katarzyny Kwiatkowskiej z 2017.